# Cromlechs der Pyrenäen

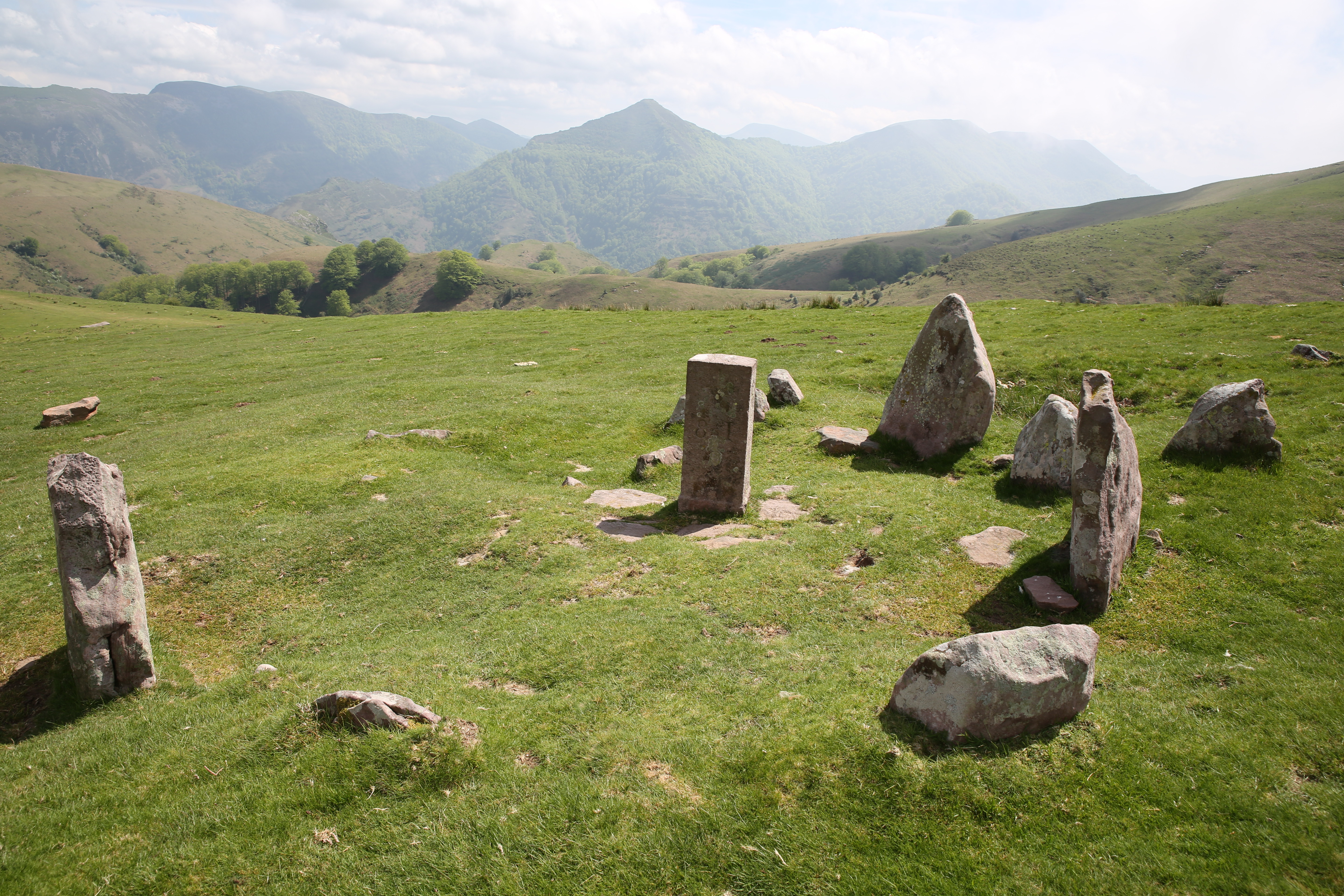
Cromlech von Mehatseko Bizkarra

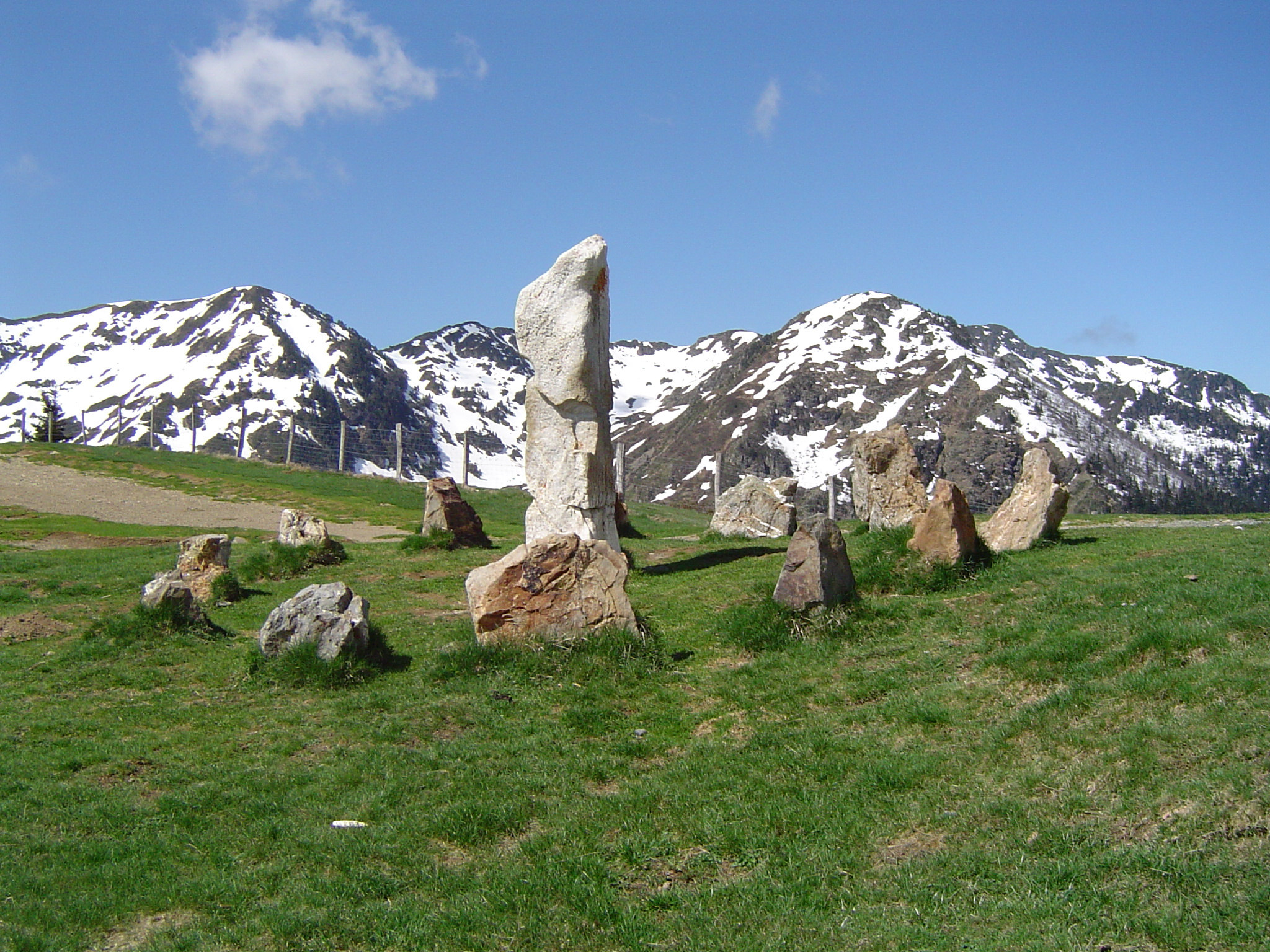
Cromlech am Port de Pierrefite

Die Cromlechs der Pyrenäen (spanisch Crómlech pirenaico) sind vergleichsweise bescheidene Megalithbauten in Kreisform mit Durchmessern zwischen etwa 2,0 und mehr als 10,0 Metern und Steinen, die sehr selten eine Höhe von 3,0 m erreichen. Am selben Ort bilden in der Regel 5 bis 20 Steinkreise (baskisch Harrespila – plur. Harrespilak, auch Baratz - deutsch „Gärten“ genannt) mit unterschiedlichen Durchmessern eine Gruppe, deren Entstehung auf 1200 bis 600 v. Chr. datiert wird.
Die Pyrenäen-Cromlechs liegen in einem Bereich, der sich von Andorra bis an den Golf von Biskaya über die Départements Pyrénées-Atlantiques und Hautes-Pyrénées erstreckt und damit primär den baskischen Sprachraum in Frankreich abdeckt. Sie kommen im spanischen Baskenland auch vor (Cromlech von Mendiluze, Cromlech von Oihanleku). Die allgemein akzeptierte Theorie über den Sinn der Pyrenäen-Cromlechs ist, dass sie Grabmäler sind.